# Olimpiai bajnok szánkósok listája

Az alábbiakban a szánkósport olimpiai bajnokait ismertetjük.
| Év, helyszín        | Férfi egyes       | Férfi egyes | Női egyes            | Női egyes   | Páros                                                             | Páros             | Vegyes csapat                                               | Vegyes csapat |
| ------------------- | ----------------- | ----------- | -------------------- | ----------- | ----------------------------------------------------------------- | ----------------- | ----------------------------------------------------------- | ------------- |
| 1964 Innsbruck      | Thomas Köhler     | NSZK        | Ortrun Ederlein      | NDK         | Josef Freismantl, Manfred Stengl                                  | Ausztria          |                                                             |               |
| 1968 Grenoble       | Manfred Schmid    | Ausztria    | Erika Lechner        | Olaszország | Klaus Bonsack, Thomas Köhler                                      | NDK               |                                                             |               |
| 1972 Szapporo       | Wolfgang Scheidel | NDK         | Anna Maria Müller    | NDK         | Reinhard Bredow, Horst Hörnlein Paul Hildgartner, Walter Plaikner | NDK · Olaszország |                                                             |               |
| 1976 Innsbruck      | Detlef Günther    | NDK         | Margit Schumann      | NDK         | Norbert Hahn, Hans Rinn                                           | NDK               |                                                             |               |
| 1980 Lake Placid    | Bernhard Glass    | NDK         | Vera Zozulja         | Szovjetunió | Norbert Hahn, Hans Rinn                                           | NDK               |                                                             |               |
| 1984 Szarajevó      | Paul Hildgartner  | Olaszország | Steffi Martin        | NDK         | Hans Stangassinger, Franz Wembacher                               | NSZK              |                                                             |               |
| 1988 Calgary        | Jens Müller       | NDK         | Steffi Walter-Martin | NDK         | Jörg Hoffmann, Jochen Pietzsch                                    | NDK               |                                                             |               |
| 1992 Albertville    | Georg Hackl       | Németország | Doris Neuner         | Ausztria    | Jan Behrendt, Stefan Krausse                                      | Németország       |                                                             |               |
| 1994 Lillehammer    | Georg Hackl       | Németország | Gerda Weissensteiner | Olaszország | Kurt Brugger, Wilfried Huber                                      | Olaszország       |                                                             |               |
| 1998 Nagano         | Georg Hackl       | Németország | Silke Kraushaar      | Németország | Jan Behrendt, Stefan Krausse                                      | Németország       |                                                             |               |
| 2002 Salt Lake City | Armin Zöggeler    | Olaszország | Sylke Otto           | Németország | Patric-Fritz Leitner, Alexander Resch                             | Németország       |                                                             |               |
| 2006 Torino         | Armin Zöggeler    | Olaszország | Sylke Otto           | Németország | Andreas Linger, Wolfgang Linger                                   | Ausztria          |                                                             |               |
| 2010 Vancouver      | Felix Loch        | Németország | Tatjana Hüfner       | Németország | Andreas Linger, Wolfgang Linger                                   | Ausztria          |                                                             |               |
| 2014 Szocsi         | Felix Loch        | Németország | Natalie Geisenberger | Németország | Tobias Wendl, Tobias Arlt                                         | Németország       | Natalie Geisenberger, Felix Loch, Tobias Wendl, Tobias Arlt | Németország   |
| 2018 Phjongcshang   |                   |             |                      |             |                                                                   |                   |                                                             |               |